# Nerv
Логотипы Nerv
Nerv (с нем. — «нерв») — вымышленное специальное агентство ООН в аниме-сериале «Евангелион», созданное и возглавляемое Гэндо Икари и обязанное защищать Землю от Ангелов с помощью использования Евангелионов. Позднее появилась также кроссовер-серия товаров, посвящённых отделению Nerv для борьбы с Годзиллой.
Агентство было ранее известно как Gehirn, исследовательское агентство ООН. Оно было реорганизовано в Nerv после того, как штаб-квартира Nerv и Токио-3 стали полностью действующими. В мире существует несколько отделений Nerv помимо самой главной штаб-квартиры под Токио-3.
В 2010 году была основана реальная организация Gehirn, работа которой посвящена тому, чтобы «сделать Японию безопасней». В 2019 году компания выпустила приложение «Tokumu Kikan NERV Bōsai Apuri» («Приложение для предотвращения бедствий от секретной организации NERV»). Данное приложение предупреждает о таких стихийных бедствиях, как землетрясения и цунами. В первый же день оно было скачано более ста тысяч раз.

## Эмблема
Логотип Nerv — это половина фи́гового листа, прикрывающая его название, с девизом «God’s in his Heaven… All’s right with the world» (с англ. — «Бог у себя на небе, с миром всё в порядке»), описывающим четверть круга снизу. Девиз происходит из пьесы Роберта Браунинга «Пиппа проходит мимо».
В Книге Бытия (3:7), Адам и Ева прикрывали свою «наготу» фиговыми листами. Фиговый лист, прикрывающий наготу в изобразительном искусстве и скульптуре, на протяжении сотен лет был символом первородного греха.
В серии фильмов Rebuild of Evangelion Nerv имеет новый символ — перевёрнутое яблоко с наложенным на него фиговым листом со старого логотипа, который перекрывается прерывистой направленной вниз спиральной волной движения вокруг яблока. Оригинальный логотип тем не менее по-прежнему появляется в некоторых сценах в слабо изменённом виде.

## Задачи агентства
При том, что заявленная цель Nerv — защита человечества от Ангелов, реальная задача агентства состоит в реализации разработанного сценария Seele, а именно реализации Проекта совершенствования человечества.
Являясь преемником Gehirn, Nerv руководит работами, связанными с разработкой и использованием Евангелионов, которые являются основной силой в борьбе людей против Ангелов.

## Персонажи-сотрудники
- Гэндо Икари (яп. 碇 ゲンドウ Икари Гэндо:) — главнокомандующий. Отец Третьего Дитя Синдзи Икари. Гэндо полностью поглощён работой. Всегда спокоен и сосредоточен; другие сотрудники отмечают в качествах Гэндо требовательность и строгость. Много времени проводит с Рэй, относится к ней немного теплее, чем к другим людям.
- Кодзо Фуюцуки (яп. 冬月 コウゾウ Фуюцуки Ко:дзо:) — заместитель главнокомандующего Nerv. В 2003 году завербован Гэндо Икари — в прошлом его протеже — для работы в Nerv. Проявляет себя как мудрый, справедливый и спокойный человек, хороший управляющий, преданный друг.
- Мисато Кацураги (яп. 葛城 ミサト Кацураги Мисато) — оперативная командующая Nerv, капитан, позже — майор. Служит в Nerv не ради наград и званий, которые она получает, а ради спасения мира и мести за смерть отца. Не боится брать на себя ответственность для защиты от Ангелов.
- Рицуко Акаги (яп. 赤木リツコ Акаги Рицуко) возглавляет научную деятельность Nerv. Одна из немногих людей, посвящённых в планы Nerv и Seele. Часто — мягкая (с виду) и спокойная, но иногда проявляет жестокость и хладнокровность, как и Гэндо Икари.
- Рёдзи Кадзи (яп. 加持リョウジ) — специальный агент Seele, ведёт разведку в Германии, с 2015 года переведён в Японию, штаб-квартиру Nerv. Практически всегда ― доверенное лицо Гэндо Икари. Ответственен, общителен, легко сходится с людьми, всегда производит впечатление спокойного и уверенного человека.
- Хюга Макото (яп. 日向 マコト Хю:га Макото) — старший лейтенант оперативного штаба Nerv. Исполнителен, хладнокровен, дисциплинирован и аккуратен. Предан Мисато Кацураги. Носит очки.
- Мая Ибуки (яп. 伊吹 マヤ Ибуки Мая) — старший лейтенант, администратор технического отдела Nerv, оператор Magi. Работает вместе с Рицуко Акаги, которую считает своим учителем и идеалом. Скромна и застенчива.
- Сигэру Аоба (яп. 青葉 シゲル Аоба Сигэру) — старший лейтенант, администратор отдела связи и анализа информации Nerv. Хобби ― игра на гитаре. Организован, старателен и исполнителен. Носит длинные волосы.

## Комплекс суперкомпьютеров «Маги»
Комплекс биокомпьютеров, созданный доктором Наоко Акаги для Gehirn. Он состоит из трёх взаимосвязанных суперкомпьютеров, которые названы традиционными именами библейских волхвов, посетивших Иисуса Христа в день его рождения, и содержат отпечатки различных черт личности Наоко, состоящих в противоречии:
- Мельхиор — Наоко Акаги как учёный;
- Бальтазар — Наоко Акаги как мать;
- Каспар — Наоко Акаги как женщина.

Суперкомпьютеры «Маги» используются для обслуживания штаб-квартиры Nerv, и, как следствие, управления Токио-3. Три суперкомпьютера голосуют при выборе действий в городе. Для некоторых действий, таких как самоуничтожение, необходимо полное единодушие.
Оригинальный набор из 3 «Маги», которые совместно изготовлены как комплекс «Маги 01», находится в Первом Отделении Nerv в Геофронте. Другие отделения также имеют свои наборы суперкомпьютеров «Маги» (по 3 в каждом), расположенные в:
- Маги 02: Мацусиро, Япония (часть города Нагано)
- Маги 03: Берлин, Германия
- Маги 04: Бостон, Массачусетс, США (В кампусе МТИ)
- Маги 05: Гамбург, Германия
- Маги 06: Пекин, Китай

Эти прочие «Маги» появляются в The End of Evangelion, где пытаются «вскрыть» оригинальные, чтобы захватить контроль над системой безопасности Nerv и заставить организацию сдаться во время атаки Seele на Nerv. Рицуко Акаги пресекает попытку, вынуждая Seele задействовать специальные силы JSSDF; позже она пытается активировать механизм самоуничтожения штаб-квартиры Nerv, но Каспар отказывается выполнить приказ и самоуничтожение не срабатывает. Ранее «Маги» были выбраны как цель ангелом Ируилом в 13 эпизоде.

## Отделения Nerv
Кроме базовой штаб-квартиры в Японии, Nerv имеет филиалы в Северной Америке и Германии и несколько малых отделений, которые, однако, почти не показываются в сериале или манге.
- Nerv-01 — это первое североамериканское подразделение Nerv, расположенное в Бостоне, Массачусетс. Там была создана Ева-03 до своего перемещения в штаб-квартиру Nerv, возможно, действует совместно с МТИ, где находится один из комплексов суперкомпьютеров «Маги».
- Nerv-02 — это второе североамериканское отделение Nerv. Оно расположено где-то в пустыне Невада, возможно, в Зоне 51. Отделение вместе с двенадцатью тысячами сотрудников и всё в радиусе 89 километров исчезло во время тестового запуска Евы-04 с S2 двигателем на борту.
- Nerv-03 (так же известное просто как «Nerv-Германия») — это отделение Nerv, размещённое в Германии. Здесь был сконструирован Евангелион-02 и, по-видимому, некоторое время тренировалась Аска до того, как их обоих переправили в главное отделение Nerv в Токио-3. Его расположение никогда не уточнялось; тем не менее существуют два комплекса «Маги» в Гамбурге и Берлине.

## ГеоФронт (штаб-квартира Nerv)

Токио-3 и Геофронт под ним

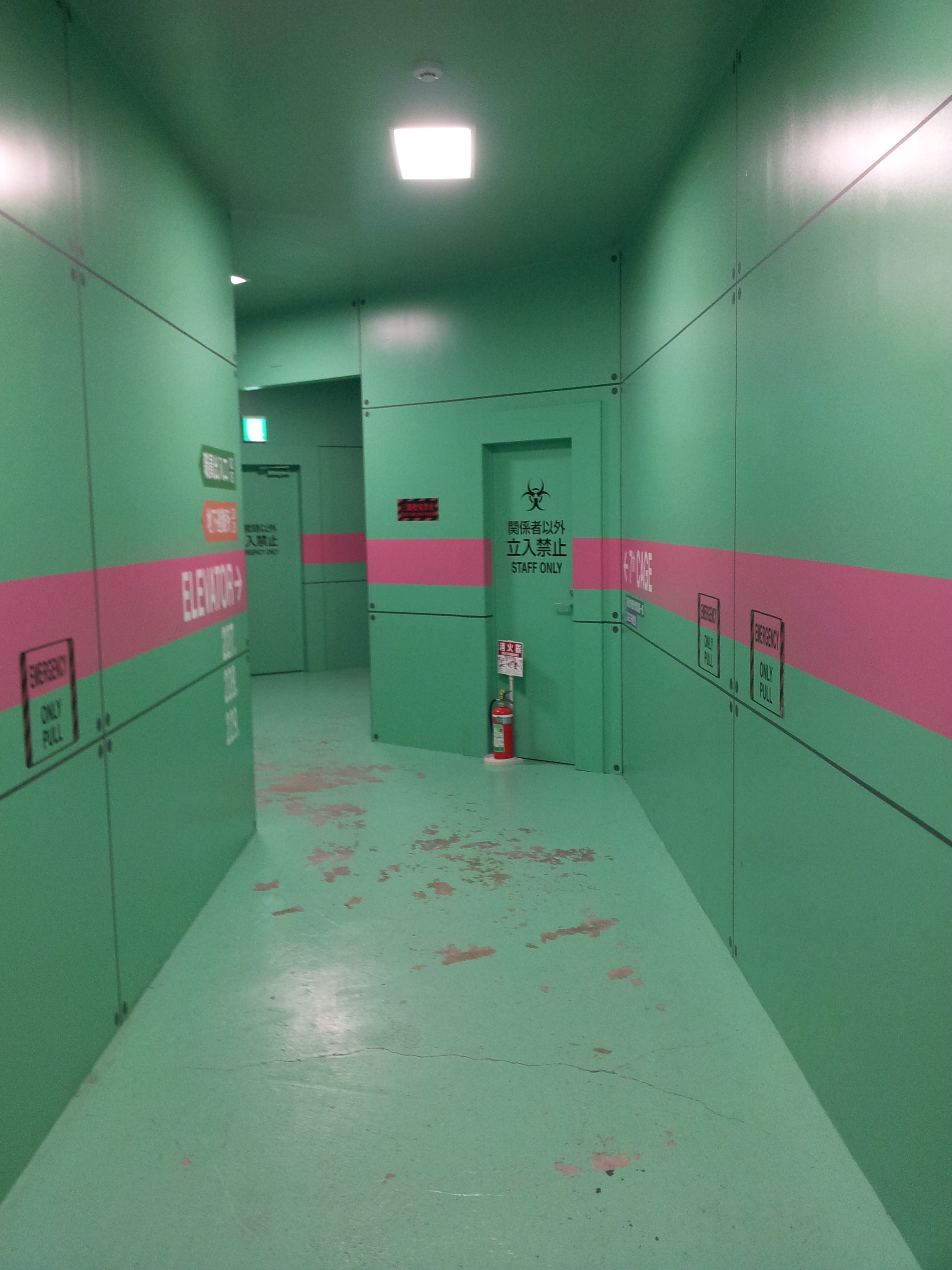
Реконструкция штаб-квартиры Nerv в парке развлечений Fuji-Q Highland

Сферическая каверна, защищённая 22 слоями бронированных переборок, находящаяся под Токио-3 и содержащая штаб-квартиру Nerv. Позднее выясняется, что ранее это было Яйцо Лилит (Чёрная луна), из которого зародилось человечество. Гэндо Икари ближе к концу сериала раскрывает, люди не строили Геофронт, а нашли его уже существующим на его текущем месте и выбрали для постройки Токио-3 и штаба Nerv, несколько расширив внутреннее пространство туннелями, чтобы построить свою базу.
Пещера обладает природными условиями, сходными с нормальными. В частности, они достаточно благоприятны для ведения сельскохозяйственной деятельности. Внутри пространства располагаются леса, озера и парки. Здесь разворачиваются основные события в течение всего сериала.

### Центральная Догма
Пирамидальный контрольный центр Nerv, расположенный внутри Геофронта. Конечная Догма находится непосредственно под ним. Здесь расположен центр управления и кабинет главнокомандующего.
Центр управления представляет собой большой зал с экраном на стене для проецирования на него изображений и голографическим стендом. Напротив экрана и вокруг стенда находится мостик с рабочими местами для операторов, техников и другого персонала, управляющего основными системами штаб-квартиры. Тут же располагаются модули суперкомпьютера «Маги». На мостике уровнем выше во время сражений или чрезвычайных ситуаций обычно находятся руководители военных операций и начальники отделов Nerv.
Центральная Догма получила своё название от центральной догмы молекулярной биологии, которая объясняет концепции трансляции и транскрипции генетической информации.

### Верхняя Догма
В вершине пирамиды находится кабинет главнокомандующего Гэндо Икари. Пол и потолок этой четырёхугольной комнаты представляют собой разные версии нарисованного на них Дерева Сефирот. Интерьер кабинета окрашен в основном в синий цвет, что создаётся освещением из длинных проёмов окон в боковых стенах пирамиды. По всей видимости, единственные постоянные предметы в кабинете — это стол и стул главнокомандующего, расположенные примерно в центре.

### Секция Прибноу (Pribnow Box)
Это часть штаб-квартиры Nerv, где содержатся три имитационных тела Евангелионов. Она окружена толстыми «протеиновыми стенами», через которые позже проберётся Ангел Ируил.
Она названа в честь секции молекулярной цепочки ДНК из организма-прокариоты.

### Конечная Догма

Лилит в Конечной Догме

Глубочайший уровень штаб-квартиры Nerv, где содержатся Лилит и Копьё Лонгина. Он, по-видимому, закрыт для всех, кроме высочайших чинов Nerv (Гэндо Икари, Кодзо Фуюцуки и Рицуко Акаги), тем не менее Рёдзи Кадзи удалось получить доступ внутрь и показать Мисато содержимое Конечной Догмы прямо перед выполнением своего последнего задания. В манге Синдзи случайно проходит мимо в тот момент, когда Кадзи и Мисато спускаются вниз.
Рядом или чуть выше должны располагаться камеры и шахты для обслуживания Евангелионов, «кладбище забракованных Евангелионов» и проект «Псевдопилот».
Лилит хранится в Конечной Догме, распятая на массивном красном кресте (похожем на тот, на котором перевозилась Ева-03). Её торс проткнут Копьём Лонгина, как у Иисуса. Рана от Копья не затягивается, и из неё вытекает LCL, образовывая вокруг креста маленькое озеро, из которого Nerv забирает жидкость для своих нужд. Зал, где находится Лилит, достаточно просторен и сообщается с объектами Геофронта шахтой достаточной ширины для перемещения Евангелиона.